# Ennomos angustaria
Ennomos angustaria là một loài bướm đêm trong họ Geometridae.